# Мбвана-Ньямбі
Мбва́на-Нья́мбі (англ. Mbwana Nyambi) — традиційна громада у складі дистрикту Мангочі Південного регіону Малаві.
Населення — 117911 осіб (2018).